# Cửu vĩ hồ

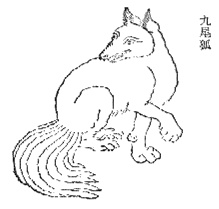
Cửu vĩ thiên hồ được vẽ trong Sơn Hải Kinh bản thời nhà Thanh.

Cửu vĩ thiên hồ (chữ Hán: 九尾天狐), cửu vĩ hồ (chữ Hán: 九尾狐), thông thường gọi Cáo chín đuôi hay Hồ ly chín đuôi, là một trong những hình dạng tiêu biểu nhất của loài hồ ly tinh, một trong những loại yêu tinh phổ biến và nổi tiếng nhất trong văn hóa các nước Đông Á.
Hình tượng cửu vĩ thiên hồ trở nên rất phổ biến từ xa xưa trong thần thoại Trung Quốc, được cho là có từ tận thời Tiên Tần, khoảng đời nhà Chu trong lịch sử Trung Quốc. Đặc biệt, qua tác phẩm Phong thần diễn nghĩa, nhân vật Đát Kỷ được cho là do cửu vĩ hồ hóa thân thành, cùng với sự nổi tiếng nhanh chóng của Đát Kỷ càng khiến hình tượng của Cửu vĩ hồ bất tử trong nghệ thuật.
Cùng với sự phổ biến rộng rãi trong nghệ thuật và yếu tố dân gian, các truyền thuyết về Cửu vĩ hồ cũng được thêu dệt và lưu truyền sang Việt Nam, Triều Tiên và Nhật Bản.

## Phiên bản Trung Quốc
Cửu vĩ hồ được miêu tả trong Nam Sơn Kinh (南山經), Hải Ngoại Đông Kinh (海外東經) và Đại Hoang Đông Kinh (大荒東經) trong Sơn Hải Kinh (山海經); nó được miêu tả là có giọng nói của một trẻ thơ. Con người có thể ăn thịt nó, và ai ăn được nó sẽ được bảo vệ khỏi ác quỷ.
Trong các thư tịch sau này như Chu thư hay các bộ sưu tập truyện kể như Thái Bình quảng ký (太平廣記), cửu vĩ hồ được mô tả là một thú vật may mắn. Cửu vĩ hồ được xem là do thượng đế cử xuống trần gian, được nhìn nhận là một dấu hiệu của thịnh vượng, hòa bình và vận may. Vào thời nhà Hán, nó là vật bảo vệ dòng máu hoàng tộc. Tuy nhiên, nó cũng có thể tượng trưng cho một điềm báo về khởi nghĩa khi Hoàng đế không có tài đức.
Hình tượng nổi tiếng nhất của Cửu vĩ hồ có lẽ là lần xuất hiện trong tiểu thuyết Phong thần diễn nghĩa vào thời nhà Minh, theo đó nó là một yêu tinh, do Nữ Oa kiểm soát và được ra lệnh mê hoặc Trụ Vương của nhà Thương. Cửu vĩ hồ đã chiếm hữu thân thể Đát Kỷ và buộc nàng phải làm theo lệnh. Cuối cùng, Đát Kỷ bị Khương Tử Nha giết chết còn cửu vĩ hồ đã bị Nữ Oa trừng phạt do nó đã làm những việc tàn ác và đã không tuân theo mệnh lệnh ban đầu là mê hoặc Trụ vương song không làm hại những người khác.
Trong các câu chuyện sau này, một con cửu vĩ hồ lại bị đổ lỗi là đã chiếm hữu thân thể Bao Tự giống như nó đã làm với Đát Kỷ và dẫn đến sự sụp đổ của triều Tây Chu, khiến Chu thiên tử phải dời đô về phía Đông và mở ra thời kỳ Đông Chu.

## Phiên bản của Việt Nam
Trong sách Lĩnh Nam chích quái, hồ ly chín đuôi cũng được nhắc đến với hình ảnh là con vật hay gây hại cho dân lành, sau đó bị Lạc Long Quân giết chết để trừ hại cho dân. Hồ Tây chính là lăng mộ chôn xác cáo chín đuôi. Câu chuyện kể rằng:
| “                     | Thành Thăng Long xưa hiệu là Long Biên, hồi thượng cổ không có người ở. Lý Thái Tổ bèn chèo thuyền ở bến sông Nhĩ Hà, có hai con rồng dẫn thuyền đi, cho nên đặt tên là Thăng Long, rồi đóng đô ở đấy. Xưa ở phía tây thành có hòn núi đá nhỏ, phía đông gối lên sông Lô Giang. Trong hang, dưới chân núi, có con cáo trắng chín đuôi sống hơn ngàn năm, có thể hóa thành yêu quái, thành người hoặc thành quỷ đi khắp nhân gian. Con cáo chín đuôi biến thành người áo trắng nhập vào giữa đám dân Mán, cùng ca hát rồi dụ dỗ trai gái trốn vào trong hang núi. Con cáo chín đuôi lúc biến thành cô gái xinh đẹp, lôi dụ các chàng trai, lúc lại thành chàng thanh niên tuấn tú đi tán tỉnh thôn nữ; khi lại là quỷ dữ dọa người đến khiếp sợ... Nó làm thế là vì muốn bắt được càng nhiều người đưa về hang sâu để ăn thịt dần. Long Quân bèn ra lệnh cho lục bộ thủy phủ dâng nước lên công phá hang đá. Cáo chín đuôi bỏ chạy, quân thủy phủ đuổi theo, phá hang bắt cáo mà nuốt ăn. Nơi này trở thành một cái vũng sâu gọi là đầm Xác cáo, tức Tây Hồ ngày nay. Sau lập miếu, tức Kim Ngưu Tự để trấn áp yêu quái. Cánh đồng phía Tây Hồ rất bằng phẳng, dân địa phương trồng trọt làm ăn, nay gọi là Hồ Đỗng (hang cáo). Đất ở đây cao ráo, dân làm nhà mà ở, nay gọi là Hồ Thôn (thôn Cáo). Chỗ hang cáo xưa, nay gọi là Lỗ Khước Thôn. | ” |
| — Lĩnh Nam chích quái | |   |

Thời đầu Lê sơ, Lê Thái Tổ Lê Lợi cũng từng có truyện thuyết liên quan đến hồ ly tinh. Ấy là khi còn lẩn trốn quân Minh ở Lam Sơn, ông bị truy đuổi gắt gao, bỗng lúc đó ông thấy một cô gái mặc váy trắng chết trôi trên sông, ông chôn cất cô gái tử tế và lẩn trốn tiếp. Đến khi suýt bị quân Minh tìm ra, có một con cáo trắng chạy từ đâu ra làm quân Minh đổi hướng. Lê Thái Tổ cho rằng đó là cô gái đã cứu mình, về sau ông phong cô gái làm thần hộ quốc và cho làm một bức tượng hình một cô gái có nửa thân là cáo chín đuôi, đấy gọi là Hồ ly phu nhân (狐狸夫人).
Cuối thế kỷ 18, nhà thơ Phạm Đình Hổ có thuật lại trong Vũ trung tùy bút của ông về bức tượng: "Những buổi chầu trong điện không bị ngăn cấm người ngoài vào xem. Ta khi nhỏ thường hay vào sân rồng, thấy bên võ ban có đặt pho tượng Hộ quốc phu nhân. Tượng ấy đầu người thân hồ ly, dáng rất đẹp, hình dung một thiếu nữ búi tóc, cài trâm."

## Phiên bản Triều Tiên
Trong tiếng Triều Tiên, Cửu vĩ hồ được gọi là Gumiho (구미호), được mô tả là loài cáo có thể hoá thân dưới lốt con người, thường là những mĩ nhân xinh đẹp. Chúng sống cách biệt với con người trong những khu rừng rậm rạp, những nơi âm thịnh dương suy.
Gumiho có thể sống hàng trăm, hàng nghìn năm, khi cần thiết chúng sẽ ăn gan người để tồn tại. Trong các bộ phim Hàn Quốc, Gumiho là đề tài rất thu hút người xem. Những con cáo chín đuôi ở trong phim không hại con người, hoặc chỉ làm hại đến con người khi chúng bị loài người đe doạ.

## Phiên bản Nhật Bản

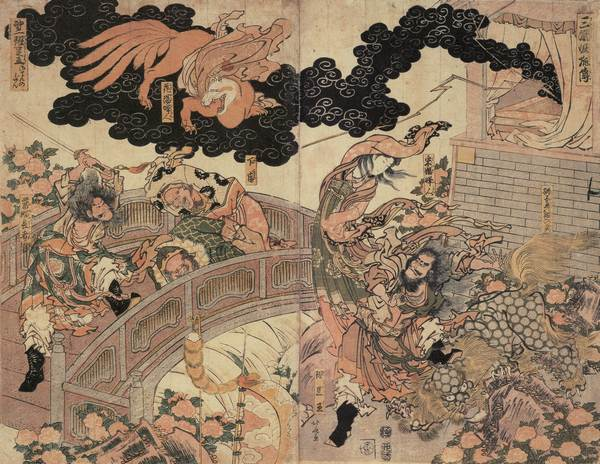
Yêu tinh- Hoa Dương phu nhân chạy trốn, được mô tả trong Sangoku Yōko-den (三国妖狐伝, Tam Quốc yêu hồ truyện) của Hokusai

Tại Nhật Bản, cửu vĩ hồ được gọi là Kyūbi no Kitsune. Vào thời kỳ Muromachi, Otogizōshi đã viết và sưu tập các câu chuyện về Tamamo-no-Mae (Ngọc Tảo Tiền), và nó cũng được Toriyama Sekien đề cập đến trong Konjaku Hyakki Shūi (今昔百鬼拾遺, Kim tích bách quý thập di). Tamamo-no-Mae là một kỹ nữ của Thiên hoàng Konoe.
Cô được cho là một tuyệt thế mỹ nữ và đồng thời cũng cực kỳ thông minh. Cô đã khiến cho Thiên hoàng trở nên rất ốm yếu, sau khi Abe no Yasuchika đến để chẩn đoán nguyên nhân gây ra tình trạng sức khỏe kém của Thiên hoàng, cô đã bị người này đuổi đi. Abe no Yasuchika đã khám phá ra bản chất thực sự của Tamamo-no-mae. Một vài năm sau đó, trong khu vực Nasu, người ta đã trông thấy cửu vĩ hồ ăn thịt các phụ nữ và lữ khách. Thiên hoàng Konoe do đó đã sai Kazusa-no-suke và Miura-no-suke cùng 8 vạn quân đi giết cửu vĩ hồ. Cuối cùng, cửu vĩ hồ đã bị giết chết trên các đồng bằng của Nasu và nó hóa thân thành một tảng đá gọi là "sesshoseki" (Sát Sinh thạch). Tảng đá liên lục thoát ra khí độc, giết chết tất cả mọi sinh vật mà nó tiếp xúc. Tảng đá được xem là đã bị phá hủy trong thời kỳ Nam-Bắc triều, và các mảnh đá của nó đã bay đến các phần khác nhau tại Nhật Bản.
Trong câu chuyện mà Hokusai thuật lại trong Tam Quốc yêu hồ truyện được hình thành vào thời kỳ Edo, cửu vĩ hồ chiếm hữu thân thể Đát Kỷ song sau đó đã không bị giết chết, thay vào đó nó chạy trốn đến Ma Kiệt Đà ở Thiên Trúc (Ấn Độ cổ đại). Ở đó, cửu vĩ hồ trở thành thiếp của một vương tử, khiến ông hạ lệnh cho chém đầu 1000 nam giới. Sau đó, nó lại bị đánh bại, và phải chạy trốn khỏi nước này. Khoảng năm 780 TCN, chính con cửu vĩ hồ này đã chiếm đoạt thân thể Bao Tự và lại bị lực lượng quân sự của con người đánh đuổi. Cửu vĩ hồ đã không hoạt động một khoảng thời gian.
Đến năm 753, cửu vĩ hồ biến thành một thiếu nữ 16 tuổi tên là Wakamo, nó đã lừa phỉnh Kibi Makibi, Abe no Nakamaro, và Giám Chân; và đã lên con tàu đoàn sứ thần Nhật Bản đến triều Đường khi con tàu chuẩn bị quay trở về Nhật Bản. Năm 1113, Sakabe Yukitsuna (坂部行綱), một samurai không có gia đình, đã gặp một bé gái bị bỏ rơi là Mizukume (藻女, Tảo nữ) mà thực ra là cửu vĩ hồ biến thành, và đã nuôi đứa bé này trong 17 năm. Vào năm 18 tuổi, cô gái đổi tên thành Tamamo-no-Mae.
Theo truyền thuyết Nhật Bản, Cửu vĩ hồ ly có một viên ngọc gọi là Hoshi no tama (ほしのたま?, quả cầu ngôi sao). Truyền thuyết miêu tả nó phát sáng với ngọn lửa hồ ly. Một số câu chuyện cho rằng nó thực sự là viên ngọc trai hoặc đá quý ma thuật. Khi trong hình dạng thực, cửu vĩ hồ giữ viên ngọc trong miệng hoặc trên chiếc đuôi của nó. Viên ngọc ấy chứa sức mạnh huyền bí và linh hồn của cửu vĩ hồ, nếu không có viên ngọc cửu vĩ hồ sẽ chết. Nếu một người nào đó có được viên ngọc ấy thì có thể trao đổi và được giúp đỡ bởi cửu vĩ hồ.